# بروس ووكر (سياسي)
بروس ووكر (بالإنجليزية: Bruce Walker)‏ هو سياسي أسترالي، ولد في 6 نوفمبر 1870، وتوفي في 1 يوليو 1932. انتخب عضو الجمعية التشريعية نيو ساوث ويلز.